# A Bigger Bang
| 총 점수              | 총 점수 |
| 출처                 | 점수    |
| -------------------- | ------- |
| 메타크리틱           | 73/100  |
| 평가 점수            |         |
| 출처                 | 점수    |
| AllMusic             | [ 2 ]   |
| Blender              | [ 3 ]   |
| Entertainment Weekly | B−      |
| The Guardian         | [ 5 ]   |
| Mojo                 | [ 6 ]   |
| NME                  | 6/10    |
| Q                    | [ 8 ]   |
| Rolling Stone        | [ 9 ]   |
| Uncut                | [ 10 ]  |
| The Village Voice    | A−      |

《A Bigger Bang》은 영국의 록 밴드 롤링 스톤스가 발매한 스물둘 번째 영국 음반이자 스물네 번째 미국 스튜디오 음반으로, 2005년 9월 6일, 버진 레코드에서 레코드판과 싱글 CD로 더블 음반으로 발매되었다. 이 음반은 지금까지 오리지널 작곡의 마지막 음반이다.
프로듀서, 음악 스타일, 게스트 뮤지션들로 구성된 웅장하고 다채로운 《Bridges to Babylon》는 8년 전의 그들의 이전 노력과 달리, 롤링 스톤스는 1970년대 전성기로 거슬러 올라가는 기본적이고 하드 록 음반을 만들기 시작했다. 싱글 프로듀서인 돈 워스는 보컬리스트 믹 재거와 키스 리처즈의 프로듀싱 팀과 함께 이 음반을 공동 프로듀싱하기 위해 영입되었다. 두 사람은 밴드 멤버인 기타의 로니 우드와 드럼의 찰리 와츠, 베이스의 대릴 존스와 키보드의 척 리벨 그리고 멀티 인스트루멘탈리스트 맷 클리포드였다. 기본 트랙의 대부분은 나중에 다른 연주자들이 추가한 오버더빙을 가지고 재거, 리처드, 와츠의 단순한 3인조로 녹음되었다.

## 배경
이 음반은 《Some Girls》 (1978년)를 연상시키는 헐벗은 스타일을 사용했지만, 보다 단단하고 현대적인 엣지를 가지고 있었다. 초기 보도에 따르면 롤링 스톤스가 이 레코드와 함께 "그들의 뿌리로 돌아왔다"고 진술했지만, 최소한의 악기, 거친 믹스, 거친 블루스, 그리고 "개러지"의 록 잡종들은 화이트 스트라이프스나 더 블랙 키스와 같은 컨템포러리 아티스트들의 스타일과 어떤 유사성을 지니고 있다.
많은 곡들이 재거, 리처즈, 와츠의 핵심 밴드만으로 녹음되었다. 로니 우드는 16곡 중 10곡만 연주하면서 많은 세션에 결석했고, 음반 녹음을 구성하는 외부 음악가들의 참여는 간간이 있을 뿐이었다. 이 음반은 또한 재거가 몇몇 곡에서 베이스 기타를 연주하는 첫 번째 음반이다.
롤링 스톤스는 성명에서 이 음반의 제목은 "우주의 기원에 대한 과학 이론에 대한 매혹"을 반영한다고 말했다.

## 곡 목록
모든 곡들은 믹 재거와 키스 리처즈에 의해 작사/작곡하였다.
| #   | 제목                             | 재생 시간 |
| --- | -------------------------------- | --------- |
| 1.  | 〈Rough Justice〉                | 3:11      |
| 2.  | 〈Let Me Down Slow〉             | 4:16      |
| 3.  | 〈It Won't Take Long〉           | 3:45      |
| 4.  | 〈Rain Fall Down〉               | 4:54      |
| 5.  | 〈Streets of Love〉              | 5:10      |
| 6.  | 〈Back of My Hand〉              | 3:32      |
| 7.  | 〈She Saw Me Coming〉            | 3:12      |
| 8.  | 〈Biggest Mistake〉              | 4:06      |
| 9.  | 〈This Place Is Empty〉          | 3:12      |
| 10. | 〈Oh No, Not You Again〉         | 3:46      |
| 11. | 〈Dangerous Beauty〉             | 3:48      |
| 12. | 〈Laugh, I Nearly Died〉         | 4:54      |
| 13. | 〈Sweet Neo Con〉                | 4:33      |
| 14. | 〈Look What the Cat Dragged In〉 | 3:57      |
| 15. | 〈Driving Too Fast〉             | 3:56      |
| 16. | 〈Infamy〉                       | 3:47      |

## 인증
| 국가                                                  | 인증     | 판매량/출하량 |
| ----------------------------------------------------- | -------- | ------------- |
| 아르헨티나 (CAPIF)                                    | 플래티넘 | 40,000^       |
| 오스트리아 (IFPI 오스트리아)                          | 골드     | 15,000*       |
| 캐나다 (뮤직 캐나다)                                  | 플래티넘 | 100,000^      |
| 덴마크 (IFPI Danmark)                                 | 골드     | 20,000^       |
| 프랑스 (SNEP)                                         | 골드     | 100,000*      |
| 독일 (BVMI)                                           | 플래티넘 | 200,000^      |
| 그리스 (IFPI 그리스)                                  | 골드     | 10,000^       |
| 이탈리아 sales in 2005                                | —        | 103,000       |
| 일본 (RIAJ)                                           | 골드     | 0^            |
| 네덜란드 (NVPI)                                       | 골드     | 40,000^       |
| 뉴질랜드 (RMNZ)                                       | 골드     | 7,500^        |
| 폴란드 (ZPAV)                                         | 골드     | 0*            |
| 스위스 (IFPI 스위스)                                  | 골드     | 20,000^       |
| 영국 (BPI)                                            | 골드     | 100,000^      |
| 미국 (RIAA)                                           | 플래티넘 | 1,000,000^    |
| 요약                                                  |          |               |
| 유럽 (IFPI)                                           | 플래티넘 | 1,000,000*    |
| *판매량을 기반으로 한 인증 ^출하량을 기반으로 한 인증 |          |               |